# (It Happens) Sometimes
«(It Happens) Sometimes» — песня, записанная Давидом Гетта под псевдонимом Jack Back, выпущенная как сингл 14 октября 2018 года. Гетта вернулся к использованию псевдонима Jack Back в сентябре 2018 года. Песня вдохновлена песней Бесси Джонс «Sometimes» (которая вдохновлена песней Моби «Honey»), но в ней новый текст. Песня не включена в микстейп Jack Back или альбом 7.
Это двенадцатый сингл Гетта (и второй под псевдонимом Jack Back), занявший первое место в чарте Billboard Dance Club Songs, достигнув позиции выпуске от 1 декабря 2018 года.

## Список композиций
| №  | Название                 | Длительность |
| -- | ------------------------ | ------------ |
| 1. | «(It Happens) Sometimes» | 6:08         |

## Чарты
| Чарт (2018)                                | Высшая позиция |
| ------------------------------------------ | -------------- |
| США (Billboard Dance Club Songs)           | 1              |
| США (Billboard Hot Dance/Electronic Songs) | 29             |

## Внешние ссылки
- Официальное видео на YouTube